# Безданска бања
Безданска бања је минерална бања поред истоименог места Бездан, недалеко од Сомбора. Налази се на надморској висини од 98 метара.
Лековитост воде у Бездану откривена је 1912. године. 1954. године завршена је изградња комплекса бањских објеката и бања је добила статус природног лечилишта. Бањски комплекс укључује: три кинези сале, два затворена базена, одељење за електро терапију, парафинску терапију, радну терапију, подводну терапију, хидро терапију, ласеротерапију и ручну масажу.
Бањска вода припада категорији алкалних натријум хидрокарбонатних вода. Температура воде је од 26 и 37 °C. Вода је богата јодом и помаже у лечењу реуматских и ортопедских обољења.